# Тульський завод залізничного машинобудування

ЗАТ «ТУЛАЖЕЛДОРМАШ»  — промислове підприємство Росії, розташоване в місті Тула.

## Історія
Завод заснований 1869 року як паровозні майстерні Московсько-Курської залізниці. 1924 року майстерні реорганізовані в вагоноремонтні, 1930 року  — в механічний завод. З 1936 року завод став називатися машинобудівним, а з 1957 року Тульським заводом залізничного машинобудування.  
На початку Великої Вітчизняної війни завод виробляв оборонну продукцію (міни, путеразрушітелі, знаряддя на залізничних платформах). Після евакуації 1941 року у Златоуст та Ташкент група залишилися робочих виготовляла поковки для збройового заводу. Було освоєно виробництво мінних тралів для танків Т-34. 

## Продукція
Станом на січень 2009 підприємство спеціалізується на випуску важких шляхових машин та комплексів з глибокої вирізці та очищення від засмічувачі щебеневого баласту при будівництві, ремонті та технічному обслуговуванні залізничної колії. 
Основна продукція заводу: 

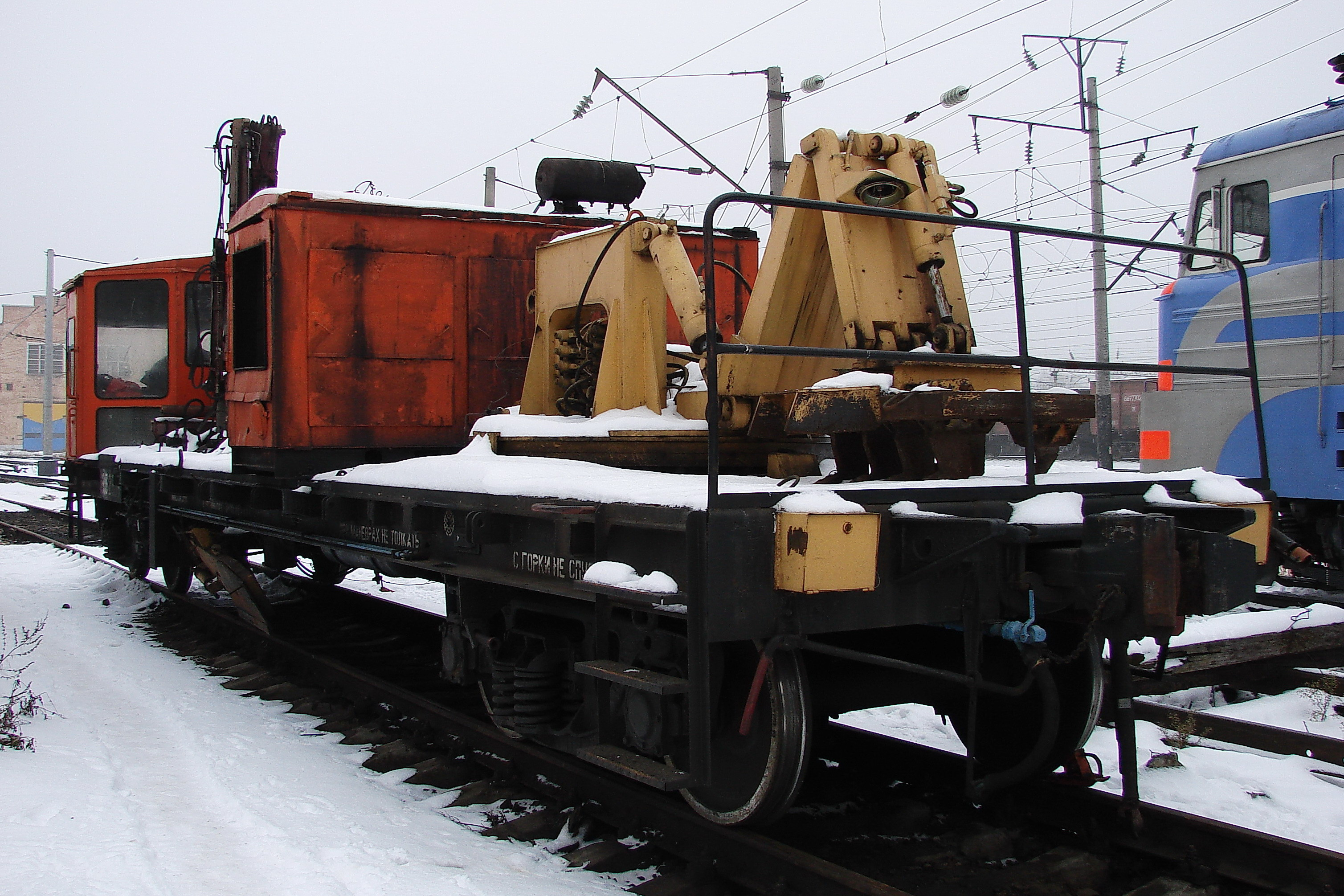
Механізований обробний комплекс

- щебенеочисні машини  — ЩОМ-6У та ЩОМ-1200ПУ
- Машина кюветна-траншейна  — МКТ
- Склади для вивезення засмічувачі  — СЗ-240-6 та СЗ-160-4
- Виправочно-підбивно-оздоблювальні машини  — ВПО-3-3000 та ВПО-3-3000З
- Струги-снігоочисники  — СС-1М і СС-3
- Козлові крани  — КПБ-10У та КПБ-12,5У
- Пересувний електродомкрат  — ПЕД-35
- Спеціальна підйомно-транспортне обладнання
- Вантажопідйомні електромагніти М-42
- Балони для зріджених газів
- Повітряні резервуари
- Насосні станції для мобільних та стаціонарних гідросистем
- Баки паливні та гідравлічні
- Плити для установки гідроапаратури
- Механізований обробний комплекс  — МОК

Крім того, підприємство здійснює: 
- ремонт та модернізацію окремих колійних машин, у тому числі і моделей старого випуску ЩОМ-4М, ВПО-3000 та ВПО-3-3000;
- поставку швидкозношуваних вузлів та деталей всієї номенклатури машин та устаткування
- поставку спеціального підйомно-транспортного обладнання та вантажопідіймальних електромагнітів
- поставку сталевих балонів для зріджених газів та повітряних резервуарів
- поставку споживачам ковальських поковок та штамповок, чавунного та кольорового литва
- сервісне обслуговування, навчання та підготовку екіпажів до самостійної роботи
- капітальний ремонт вагоповірочні вагонів типу ВПВ-640, А 300, ВГ 7123А.
- ремонт металообробного, деревообробного, термічного, пресового обладнання,

вантажопідіймальних механізмів, електродвигунів, кранів та підкранових колій. 
- проектування, виготовлення нестандартного обладнання та технологічної оснастки та штампів до

обладнання.

## Навчальний центр
Навчальний центр ЗАТ «ТУЛАЖЕЛДОРМАШ» проводить навчання та атестації: 
- У сфері якості промислової безпеки: 
  - по кранах, автовеж, по судинах, робіт під тиском ТУ та ТЗ правилам безпечної експлуатації об'єктів котлонагляду
  - правилам безпечної експлуатації підйомних споруд
  - правилам безпеки в газовому господарстві
  - Правилами експлуатації теплових енергоустановок
  - правилам безпеки при експлуатації димових та вентиляційних промислових труб
- Навчання РРіС з охорони
- Навчання на знання конструкції та прийомів управління шляхової технікою: Струг, ЩОМ, МКТ, МОК, ВПО, С3
- Навчання працівників професіями: 
  - токар
  - фрезерувальник
  - слюсар МСР
  - електро-і газозварник
  - столяр, тесляр

## Лабораторія
Лабораторія ЦЛІТ надає послуги з: 
- перевірки та калібрування засобів вимірювання геометричних величин
- повірці та калібруванні електроприладів